# Salix heterochroma
Salix heterochroma är en videväxtart som beskrevs av Karl Otto von Seemen. Salix heterochroma ingår i släktet viden, och familjen videväxter. Utöver nominatformen finns också underarten S. h. glabra.